# Дубовский, Петер
Пе́тер Ду́бовский (Дубовски, словац. Peter Dubovský; 7 мая 1972, Братислава — 23 июня 2000, Самуи, Сураттани) — чехословацкий и словацкий футболист, атакующий полузащитник и нападающий.

## Биография
Детство провёл в районе Виноградех, где и начал постигать азы футбола. В свою первую команду пришёл в 13 лет. Поскольку контракты с детьми запрещалось заключать, был продан за 5 бутылок шампанского. В 19 лет стал любимцем болельщиков, сделав хет-трик в ворота пражской «Славии», что и принесло «Словану» чемпионский титул Чехословакии (в последнем сезоне существования). Также он получил приз лучшего бомбардира (27 мячей в 30 играх) и звание футболиста года.
После распада ЧССР Дубовский получил выгодный контракт от мадридского «Реала», однако провёл мало матчей за клуб. Получил золотые медали сезона 1994/95 и Кубок Короля сезона 1993/94. В межсезонье 1995 года стал игроком «Овьедо», и, по мнению некоторых экспертов, обеспечил команде относительно стабильную игру в течение пяти лет. Говорят, что ему предлагали подписать пожизненное соглашение, но он отказался.

### Национальная сборная
Впервые вызов в национальную команду Дубовский получил в 1991 году. Провёл 14 матчей и 6 раз отличился за чехословацкую команду. Первая игра его была 13 ноября 1991 года в Севилье против Испании (со счётом 2:1 победили хозяева). В том же месяце в матче против Румынии он оформил хет-трик и принёс победу словакам со счётом 5:2. С 1994 года выступал в составе сборной Словакии, за которую провёл 33 мяча и 12 голов. Последняя игра его прошла в Москве против России и завершилась ничьей 1:1.

### Смерть
После окончания футбольного сезона отправился на отдых в Таиланд, на остров Самуи. 23 июня 2000 года погиб, сорвавшись в пропасть. По заключению медицинской экспертизы, Дубовский при падении получил серьёзную травму головы, в результате чего началось обильное кровотечение.

## Увековечивание памяти
В Братиславе на Ружиновском кладбище в память о Дубовском установлен монумент в виде футбольного мяча, на котором написано имя футболиста и годы его жизни. «Реал Овьедо» после долгих переговоров согласился на один сезон закрепить номер Дубовского в клубе. В Словакии он был признан посмертно одним из 10 лучших футболистов 10-летия, уступив только Любомиру Моравчику. В память о Дубовском также назван приз лучшему молодому игроку чемпионата Словакии, а фанаты регулярно приносят баннеры с его портретом. Ежегодно в Братиславе проводится турнир памяти Петра Дубовского (словац. Spomienka na Petra Dubovského).

## Мнения о Дубовском
Ондрей Криштофик, бывший одноклубник Петра:
Он игрался футболом. Мы выходили на поле зарабатывать деньги, а он лишь играл, постоянно придумывал новые ходы, новые комбинации. Это был невероятный футболист.
Златица Чарабова, девушка Петра:
Петр интересовался искусством, техникой, изучал экономику в университете. Сам он предпочитал не распространяться. Он доверял людям только лишь тогда, когда как следует узнавал их и тщательно проверял.
Хуан Оньева, вице-президент ФК «Реал Мадрид»:
Это огромная потеря для нас. Он был великим игроком и великим человеком. Клуб всегда хотел, чтобы он оставался у нас. Петер всегда говорил, что лучшим его временем в Испании были годы, проведённые здесь.